# Nicobium villosum
Nicobium villosum é uma espécie de insetos coleópteros polífagos pertencente à família Anobiidae.
A autoridade científica da espécie é Brullé, tendo sido descrita no ano de 1838.
Trata-se de uma espécie presente no território português.